# Pseudocleobis calchaqui
Pseudocleobis calchaqui es una especie de arácnido  del orden Solifugae de la familia Ammotrechidae.

## Distribución geográfica
Se encuentra en Argentina.